# Гней Гелій
Гней Геллій — давньоримський історик (анналіст). Він жив у середині 2-го століття до н. е.

## Життєпис
Відомостей щодо життя Геллія практично немає. Геллій був автором великого історичного твору «Аннали», який складався з 97 книг. Починався з стародавніх часів й доходив до 145 року до н. е. Цим історичним твором часто користувалися наступні давньоримські історики — Діонісій, Сервій, Макробій, Пліній. До нашого часу збереглося лише 33, незначні за змістом, фрагменти.